# Plaça de bous de Vilafranca
La plaça de bous de Vilafranca, construïda l'any 1933, pertany des del 2008 a la Diputació de Castelló. Com a propietària, l'entitat provincial s'encarrega de signar anualment un conveni amb l'Ajuntament del poble perquè aquest la puga utilitzar en benefici dels vilafranquins i vilafranquines. Per tal d'adquirir-la, la Diputació va haver de desemborsar 240.000 € i, amb posterioritat, amb l'objectiu de rehabilitar-la, va portar a terme una inversió valorada en més de 114.000 € invertits del 2012 fins al 2017, any en què va gaudir d'una especial reinauguració amb la celebració de la final del XIX Borsí Taurí, concurs impulsat per l'Escola Taurina de l'Administració provincial.
Va ser construïda l'any 1933. Té un aforament aproximat de 5000 persones.
És la tercera plaça construïda de la provincià després de Castelló i Vinaròs. Han anat a torejar grans famosos com Oscar Higares, Sergio Cerezo, Luis Meseguer, Varea, Lea Vicents.
Està situada als afores de Vilafranca, amb aquesta coordenada: 40º 25'47"N 0° 15'15.4" W.
Es fan diferents actes com bous, discomòbil, dia de les penyes, i també es projecten pel·lícules.